# Таварес Хусто, Мануэль

Мануэль Таварес Хусто (исп. Manuel Aurelio «Manolo» Tavárez Justo; 2 января 1931 — 21 декабря 1963) — доминиканский адвокат, партизан, государственный деятель и революционер. Лидер доминиканского социалистического «Революционного движения 14 июня» .

## Ранние годы
Родился 2 января 1931 года в Монте-Кристи в семье Мануэля Франсиско Тавареса Рамоса и Хосефы Хусто Россео. Начальное и часть среднего образования он получил в местной школе для мальчиков № 1.
С самого раннего возраста его родители рассказывали ему о своем опыте, связанном c интервенцией США в страну в 1916 году. Эти рассказы, как утверждают некоторые его друзья, способствовали развитию антиимпериалистических взглядов Тавареса Хусто. становления политических взглядом стало общение с крестьянами, которые работали на рисовых плантациях его отца, расположенных в районе Лас-Пеньяс в Монте-Кристи.
Мануэль окончил Педагогическую школу для мальчиков со степенью бакалавра философии и литературы. Спустя годы он получил степень доктора права в Автономном университете Санто-Доминго (UASD).

## Личная жизнь
В период обучения в университете Мануэль встретил Минерву Мирабаль Рейес, одну из сестёр Мирабаль. 30 ноября 1955 года они поженились. В этом браке родились двое детей: Мануэль Энрике Таварес Мирабаль и Минерва (Мину) Хосефина Таварес Мирабаль. Супруги прожили вместе до 1960 года.

## Политическая карьера
В начале своей политической деятельности Мануэль Таварес Хусто вместе с товарищами основал в 1959 (1960) году крайне левую партию «Революционное движение 14 июня».
В 1960 году Мануэля Таварес Хусто и других членов партии арестовали. Пока он находился в тюрьме, его жена Минерва Мирабаль Рейес и её сёстры (кроме одной), были убиты Службой военной разведки Доминиканской Республики по политическим мотивам.
В 1961 году, после выхода из тюрьмы, он вместе с другими лидерами «Революционного движения 14 июня» превратил свою партию в самую влиятельную политическую организацию в стране, которая привлекала молодёжь. С тех пор партия стала набирать популярность и увеличивать количество своих членов. Мануэль Таварес Хусто начал выступать против империализма и тирании тогдашнего президента Рафаэля Трухильо. В 1963 году он произнёс свою главную речь в Парке Независимости.

## Смерть
25 сентября 1963 года при поддержке американских спецслужб был свергнут демократически избранный левореформистский президент Хуан Бош и власть захватил Триумвират. 28 ноября 1963 года в Доминиканской Республике началось вооружённое восстание, организованное участниками движения 14 июня. Его возглавил Мануэль Таварес Хусто. В одном из сражений Мануэль Таварес Хусто был схвачен войсками Доминиканской Республики и впоследствии казнён 21 декабря в районе Лас-Манаклас города Сан-Хосе-де-лас-Матас, расположенного в центральной Кордильере.
Его останки покоятся вместе с сёстрами Патрией и Марией и его женой Минервой в мавзолее Германас Мирабаль в одноимённом доме-музее, в 2000 году он стал частью Национального пантеона Сальседо.